# بيتر وايتهاوس
بيتر وايتهاوس (27 أبريل 1917 - 19 نوفمبر 1943) (بالإنجليزية: Peter Whitehouse)‏ هو لاعب كريكت بريطاني (وحمل سابقاً جنسية المملكة المتحدة لبريطانيا العظمى وأيرلندا).

## وصلات خارجية
- بيتر وايتهاوس على موقع إي آس بي آن كريك إنفو (الإنجليزية)